# Fabricius Tamás
Fabricius Tamás, Tolnai (? – Sárospatak, 1599. február 2.) evangélikus, majd református lelkész.

## Élete
Külföldi egyetemen tanult és 1581 táján hazatérve, eperjesi tanító lett; innét 1586-ban a wittenbergi magyar tanulóknak egy aranyat küldött. 1593-ban Késmárkon a Tököliek udvari papja, 1597-ben pedig sárospataki lelkész lett, mely hivatalát rövid ideig viselte, mivel 1599-ben elhunyt.

## Munkái
1. "Carmina Gratulatoria...", Wittenberg, 1582.
2. Disceptatio de quastione: an imagines in templis vel etiam privatim ad usum sacrum sint tolerandea?…, 1594.
3. Modesta et Christiana Disceptatio…, Debrecen, 1593.
4. Exarmatio Scuti Laniani, Debrecen, 1597.